# Sfax
Sfax je tuniský přístav a druhé největší město v zemi, asi 240 km jižně od Tunisu na pobřeží Středozemního moře. V roce 2004 zde žilo kolem 265 000 obyvatel. Město založené v roce 849 je sídlem stejnojmenného guvernorátu o rozloze 7 545 km² s 945 000 obyvateli. V roce 1986 zde byla založena univerzita, která má v současnosti 8 fakult.

## Popis města

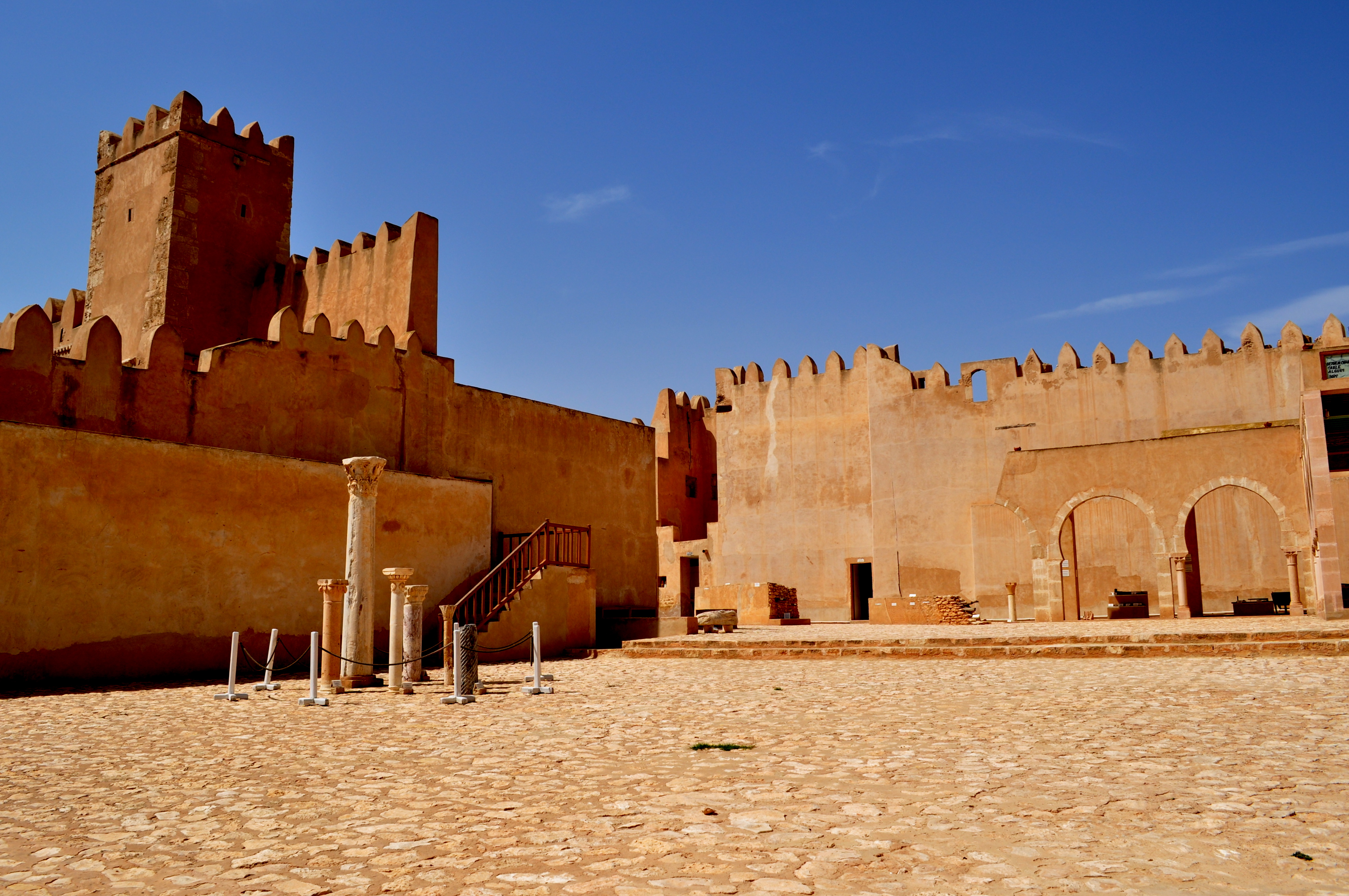
Pevnost (kasba)

Jádro města tvoří stará medína uvnitř hradeb. Medína se v dlouhodobě vylidňuje. V roce 1956 v ní žilo kolem 10 600 obyvatel, v roce 1998 to bylo 3 800. Do medíny se vstupuje branou Bab Diwan se třemi oblouky ze 14. století. Minaret zdejší mešity byl stavěn podle vzoru minaretu mešity v Kairouanu. Během francouzského protektorátu vzniklo vedle nové město s radnicí a vlakovým nádražím. Centrem nového města je náměstí Place de la République s pomníkem prezidenta Habíbi Burgibi a radnicí postavenou Francouzi na počátku 20. století v maurském slohu. V přízemí radnice je Archeologické muzeum. Další muzeum Dar Jellouli sídlí v domě ze 17. století, který patřil rodině rodině Džellúlí. Vystavuje sbírky lidového umění. V jižní části medíny je pevnost - kasba ze 12. století s Muzeem tradiční architektury.

## Historie

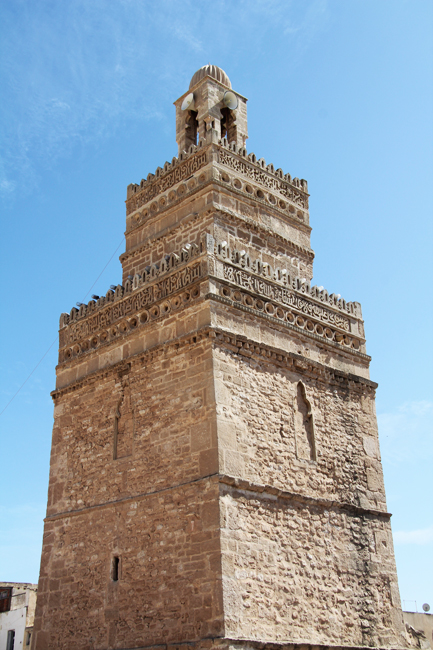
Minaret Velké mešity

3 km severně od současného centra města stálo kdysi antické město Taparura. Dochovalo se z něj velmi málo, od roku 849 jeho zbytky sloužily jako stavební materiál pro nově budovaný Sfax. Ze Sfaxu se stal důležitý přístav pro vývoz olivového oleje a sušených ryb. V letech 1148–1156 jej obsadil sicilský král Roger II. Po zřízení francouzského protektorátu v roce 1881 bylo při dobývání silně poškozeno francouzskou armádou. Další škody utrpělo za druhé světové války v letech 1942–1943 při bojích mezi německou armádou a Spojenci.
Poblíž města je vojenský hřbitov vojáků z obou světových válek. Z druhé světové války je zde pohřbeno 1 253 zahraničních vojáků, z toho 52 neidentifikovaných.

## Doprava
Sfax je napojen na úzkorozchodnou železniční síť. Železnice odsud vede na sever do Tunisu, na jih do Gabesu a na západ do vnitrozemské Gafsy a Tozeuru. V druhém největším tuniském přístavu zde kotví okolo 1 300 lodí ročně. Přístav slouží k přepravě průmyslového zboží a vede odsud i lodní linka na 20 km vzdálené ostrovy Kerkennah. V roce 1980 bylo 6 km jihozápadně od města vybudováno mezinárodní letiště. Jeho současná kapacita je okolo 500 000 cestujících ročně. Má pravidelné spojení s Paříží. Po tuniské revoluci zde vznikla společnost Syphax Airlines, která zakoupila dva stroje Airbus 319 a rozšířila linky do dalších evropských míst.

## Ekonomika
Ekonomika sfaxského regionu byla vždy založena na produkci olivového oleje a rybolovu. Je zde asi 6,1 milionu olivovníků a 5 milionů mandloní, což představuje 38,5 % tuniské produkce olivového oleje a 30 % mandlí. V regionu se vypěstuje asi 50 % drůbeže z celého Tuniska a vyprodukuje se zde i nejvíce mléka (75 000 tun ročně). Rybářský průmysl ročně zpracuje 25 000 tun ryb, což představuje 25 % tuniské produkce a 70 % vývozu. Od 60. let 20. století je nejvýznamnějším odvětvím těžba fosfátů a Sfax se tak stal průmyslovým centrem země. V regionu se ročně vytěží 1,2 milionu tun ropy a 1,7 miliard m³ plynu. Kromě chemického a potravinářského průmyslu je významné i stavebnictví, strojírenství a textilní průmysl. Po hlavním městě je největší průmyslovou oblastí v zemi a obchodním centrem. Turismus se soustřeďuje spíše na jiná tuniská místa.

## Partnerská města
- Dakar, Senegal
- Oran, Alžírsko